# Sü Jou-čen
Sü Jou-čen (čínsky pchin-jinem Xú Yǒuzhēn, znaky zjednodušené 徐有贞, tradiční 徐有貞, 1407–1472), byl politik, kaligraf a spisovatel mingské Číny. Začátkem roku 1457 se podílel na organizaci převratu, který svrhl císaře Ťing-tchaje a znovu nastolil Jing-cunga. Poté stál v čela vlády jako první z velkých sekretářů, po několika měsících byl však odvolán a poslán do vyhnanství, dožil v rodném Su-čou.

## Jména
Sü Jou-čen se do roku 1453 jmenoval Sü Čcheng (čínsky pchin-jinem Xú Chéng, znaky 徐珵). Používal zdvořilostní jméno Jüan-jü (čínsky pchin-jinem Yuányù, znaky 元玉).

## Život
Sü Jou-čen (původně pojmenovaný Sü Čcheng) pocházel ze Su-čou, studoval konfucianismus ve snaze stát se úředníkem. S úspěchem prošel úřednickými zkouškami, roku 1433 složil poslední z nich, palácové zkoušky, a získal hodnost ťin-š’. Poté sloužil ve státní správě v nižších pozicích.
Získal respekt svými znalostmi vojenství a strategie. Roku 1449 v bitvě u Tchu-mu upadl císař Jing-cung do mongolského zajetí (na rok, poté ho Mongolové vrátili, v Pekingu byl však uvržen do domácího vězení a s rodinou žil v izolaci), v nastalé krizi Sü Jou-čen navrhoval přesun hlavního města na jih do Nankingu. Jeho postoj byl náměstkem ministra vojenství Jü Čchienem odsouzen jako poraženectví a po nastolení nového císaře Ťing-tchaje, v jehož vládě získal Jü Čchien, nyní ministr vojenství, největší vliv, se Sü Jou-čen ocitl v nemilosti a nebyl povyšován. Roku 1453 si proto i změnil jméno z Sü Čcheng na Sü Jou-čen.
Po velkých povodních a změnách toku Žluté řeky roku 1448 byla její regulace velkým problémem. Řeka v tomto období tekla jak severně, tak jižně od poloostrova Šan-tung a změny jejího toku způsobovaly problémy v zásobování Velkého kanálu vodou. Pokusy o nápravu situace a opravy v letech 1449–1452 nepřinesly výsledek. Roku 1453 Sü Jou-čen předložil plán na novou výstavbu hrází a kanálů. Vláda plán přijala, Sü Jou-čena císař jmenoval pomocníkem náčelníka kontrolního úřadu a pověřil jeho uskutečněním. Během dvou let, pod vedením Sü Jou-čena, provedli dělníci komplexní opravy hrází a vyhloubili více než 150 km dlouhý kanál, který odvedl vody Žluté řeky do řeky Ta-čching a pak do moře. Dohromady jich na stavbách pracovalo 58 tisíc. Jejich dílo úspěšně odolalo velké povodni roku 1456 a sloužilo desítky let. Za odměnu byl povýšen na náměstka náčelníka kontrolního úřadu.
Začátkem roku 1457 patřil mezi skupinu úředníků a vojáků, kteří osvobodili bývalého císaře Jing-cunga z domácího vězení a vrátili na trůn. Poté byl jmenován členem velkého sekretariátu a zaujal dokonce místo prvního velkého sekretáře, současně obdržel titul ministra vojenství a hraběte z Wu-kung. Podílel se na odstraňování soupenců Ťing-tchaje, mimo jiné i na popravě sesazeného Jü Čchiena, ale už v srpnu 1457 byl odvolán ze všech funkcí, zatčen a vypovězen do Jün-nanu. Roku 1460 mu bylo dovoleno vrátit se do Su-čou, kde dožil.
Byl plodným spisovatelem, ale i schopným kaligrafem, zejména v konceptním písmu. Sü Jou-čenův styl si za vzor vzal jeho vnuk Ču Jün-ming.